# Claude Devic
Dom Claude Devic, auch Claude de Vic (* 1670 Sorèze; † 23. Januar 1734 in der Abtei Saint-Germain-des-Prés, Paris), war ein französischer Benediktiner-Mönch der Congrégation de Saint-Maur.

## Leben
Devic legte 1687, als 17-Jähriger, in der Prieuré Notre-Dame de la Daurade in Toulouse die Gelübde ab. 1701 ging er in Begleitung des Generalprokurators des Ordens nach Rom. Hier befasste er sich mit Manuskripten des Vatikans und verschaffte eine Reihe davon den Mönchen in Saint-Germain-des-Prés. Zurück in Frankreich arbeitete er mit Dom Joseph Vaissète zusammen an der Histoire générale de Languedoc, deren erster Band 1730 erschienen ist, der zweite 1733. Devic bereitete sich darauf vor, selbst als Generalprokurator des Ordens nach Roms zu gehen, als er 1734 starb. Nach seinem Tod veröffentlichte Vaissète die restlichen drei Bände (1737, 1742 und 1746) alleine.